# Dziećkowice
Dziećkowice (niem. Dzietzkowitz) – dzielnica Mysłowic, położona w południowo-wschodniej części miasta.
W latach 70. XX wieku zbudowano zbiornik Dziećkowice, który mimo nazwy nie znajduje się na obszarze dzielnicy.

## Historia

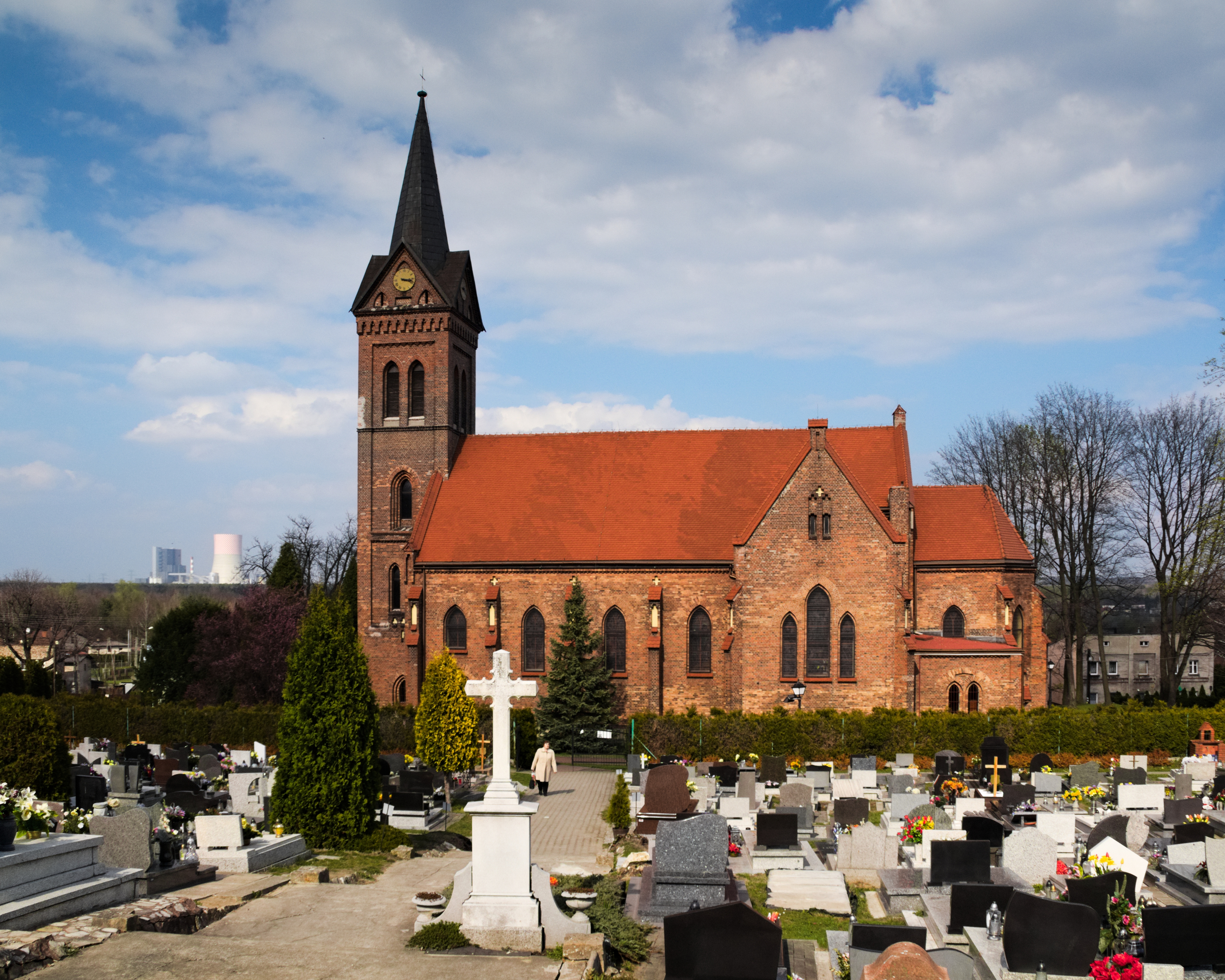
Kościół Wszystkich Świętch w Dziećkowicach (2019)

Początki Dziećkowic jako osobnej wsi sięgają średniowiecza. Pierwsza wzmianka o miejscowości pochodzi prawdopodobnie z 1287, a pierwsza wzmianka o tutejszej parafii z ok. 1375.
W dokumencie sprzedaży dóbr pszczyńskich wystawionym przez Kazimierza II cieszyńskiego w języku czeskim we Frysztacie w dniu 21 lutego 1517 wieś została wymieniona jako Diedwikowicze.
W latach 1954–1961 wieś należała i była siedzibą władz gromady Dziećkowice, po jej zniesieniu w gromadzie Kosztowy. W latach 1973–1975 w gminie Imielin. Od 27 maja do 31 grudnia 1975 dzielnica Tychów. Od 1 stycznia 1976 część Mysłowic.

## Charakterystyka dzielnicy
Dzielnica to typowa zabudowa domów jedno- i wielorodzinnych, rzadko nowych. Dużo obszarów rolnych. Na terenie dzielnicy znajduje się kościół, ośrodek kultury, stadnina koni (po PGR), szkoła podstawowa, plac zabaw i kilka sklepów. Rozciąga się wzdłuż ulicy Długiej (ok. 3 km) i graniczy z Jaworznem i Imielinem.
Ważną rolę w życiu lokalnej społeczności odgrywa Ochotnicza Straż Pożarna.
Obszar dzielnicy pokrywa się w większości z obszarem byłej gminy Dziećkowice oraz z obszarem Obrębu Ewidencyjnego 0003 Dziećkowice.

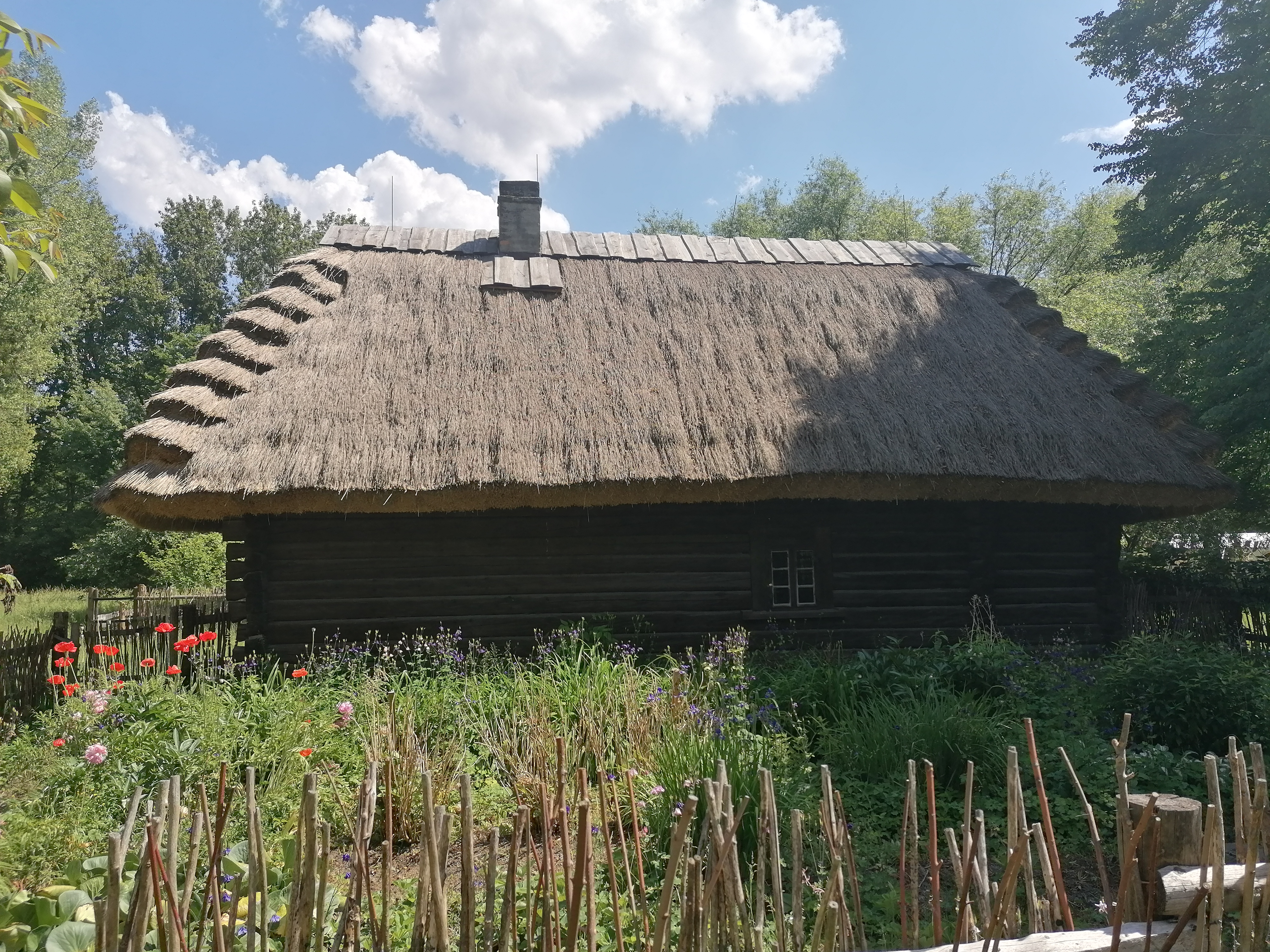
Chałupa z Dziećkowic z 1857, Górnośląski Park Etnograficzny